# Заговор «Параллакс»
«Заговор „Паралла́кс“» (англ. The Parallax View) — второй триллер из нео-нуаровой «трилогии паранойи» Алана Пакулы. Экранизация одноимённого детектива Лорена Сингера (1970). Снят в формате Panavision с использованием длиннофокусных объективов и нестандартного кадрирования.

## Сюжет
Во время людного собрания на башне Спейс Нидл убивают кандидата в президенты США. Год спустя журналистка Ли Картер, присутствовавшая на собрании, замечает, что очевидцы преступления один за другим погибают при подозрительных обстоятельствах. Она начинает беспокоиться, что приближается её очередь. Своими подозрениями она делится с бывшим возлюбленным, Джо Фреди. Тот пытается разогнать её тревогу, заявляя, что теории заговора — верный призрак паранойи.
После смерти подруги Фреди приходится переменить своё мнение. Нити расследования выводят его на загадочную корпорацию «Параллакс». Фреди предполагает, что компания подыскивает психопатов для последующего обучения и использования в качестве киллеров. Он пытается пройти тест и завербоваться «на работу» в корпорацию.

## В ролях
- Уоррен Битти — Джозеф Фреди
- Пола Прентисс — Ли Картер
- Хьюм Кронин — Билл Ринтелс
- Уильям Дэниелс — Мило
- Келли Торсден — Шериф Викер
- Уолтер Макгин — Джек Янгер
- Джим Дэвис — сенатор Джо Хэммонд
- Билл Маккинни — президент класса
- Энтони Зербе — Шварцкопф
- Ричард Булл — головорез «Параллакса»
- Джо Энн Харрис — Крисси, девушка Джозефа Фреди

## Творческий коллектив
- Режиссёр: Алан Пакула
- Продюсер: Алан Пакула
- Сценаристы: Дэвид Гайлер, Лоренцо Симпл-мл.
- Композитор: Фил Дэвис, Марк Райдер
- Оператор: Гордон Уиллис
- Монтаж: Джон Уиллер
- Художник-постановщик: Джордж Дженкинс.

## Фильм в России
На российском рынке фильм на видеоносителях был выпущен 11 мая 2004 года дистрибьютором «Премьер Мультимедиа». Перевод названия на русский язык вызывает определённые сложности. В июне 2001 года фильм демонстрировался телеканалом СТС под названием «Заговор, которого не было». В советском клубном кинопрокате фильм проходил под названием «Винтовка с оптическим прицелом».

## Призы
- 1974 — Премия Национального общества кинокритиков — приз за операторскую работу Гордону Уиллису
- 1974 — Приз критики за лучшую полнометражную картину на Международном фестивале фантастического кино в Авориазе